# 베들레헴의 별

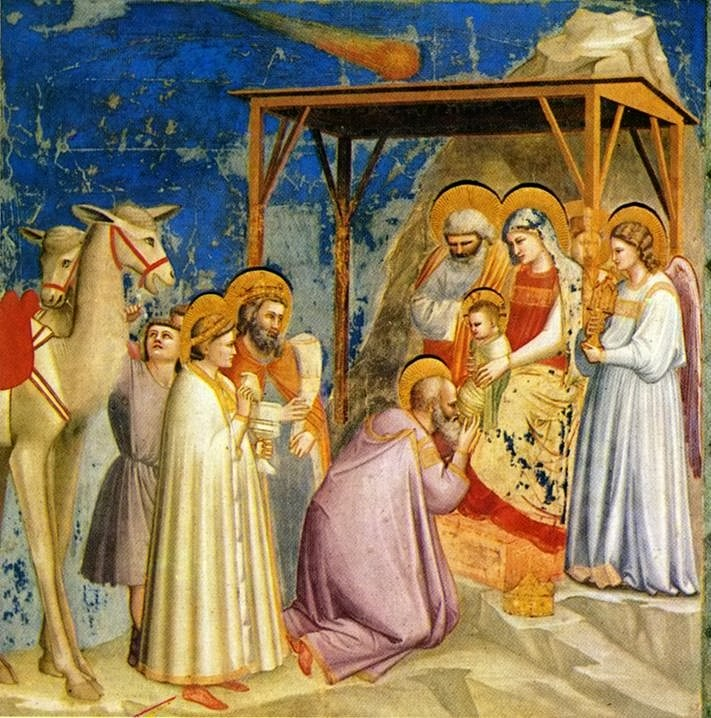
동방박사들의 경배, 지오토 디 본돈(1267-1337) 작품

베들레헴의 별(Star of Bethlehem) 또는 크리스마스의 별(Christmas Star)이란 마태복음에서 동방 박사들이 예루살렘으로 여행하도록 빛추던 별이다 .  그들은 먼저 헤롯 왕을 만나서 어디에서 유대의 왕이 태어나는지를 물었던 자들이다. 미가서에서 유대땅 베들레헴을 인도하는 예언을 이미 하였다. 그 별이 그들을 예수의 집으로 인도하고 경배하며 선물을 드렸다. 박사들은 헤롯에게로 돌아가지 말도록 신의 계시를 받아 다른 길로 고국에 돌아갔다. 

## 같이 보기
- 다윗의 별